# Neitokainen
Neitokainen (auch Neitojärvi, Finlantto oder Suomijärvi „Finnlandsee“ genannt) ist ein künstlicher Teich in Finnland. Er wurde 1991 in der Gemeinde Kittilä am Hang des Berges Vesikkovaara angelegt und ist bekannt dafür, dass er in der kartografischen Form Finnlands geformt ist.
Die Länge des Teichs beträgt 116 Meter, die durchschnittliche Tiefe beträgt einen Meter. Er hat die Form Finnlands im Maßstab 1:10.000.

## Geschichte
Neito- bezieht sich auf Suomi-neito, die „Jungfrau Finnland“, die (mit dem inzwischen abgeschnittenen östlichen Arm von Petsamo) auch auf die Gestalt Finnlands auf der Landkarte bezogen wird.
In den frühen 1990er Jahren erlebte Finnisch-Lappland einen touristischen Boom. Das Tourismusunternehmen Polartrio wollte deshalb in Kittilä ein Feriendorf mit Luxusunterkünften errichten. Der Bauleiter für das Projekt, Esko Sääskilahti, entwarf den Teich als Mittelpunkt des Dorfes, führte die erforderlichen Messungen durch und markierte die Konturen auf dem Gelände. Die Grabungsarbeiten dauerten im Sommer 1991 mit zwei Maschinen etwa eine Woche. Danach wurde der Teich mit Grundwasser gefüllt. 
Aufgrund einer in der Tourismusbranche einsetzenden wirtschaftlichen Rezession wurde das Feriendorf um den Teich herum nie fertiggestellt.